# Cogniauxia

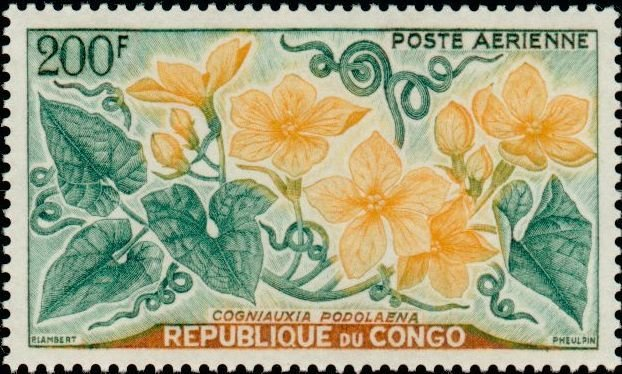
Timbre postal de la República Democrática del Congo con una Cogniauxia podolaena

Cogniauxia es un género con seis especies de plantas con flores perteneciente a la familia Cucurbitaceae.

## Especies seleccionadas
| - Cogniauxia ampla - Cogniauxia auriculata - Cogniauxia brazzaei | - Cogniauxia cordifolia - Cogniauxia podolaena - Cogniauxia trilobata |